# Holzgerechtsame
Die Holzgerechtsame (auch Holzgerechtigkeit, Holzungsgerechtigkeit, Beholzigungsrecht) war vom Mittelalter bis zum späten 19. Jahrhundert das unentgeltliche Recht auf Nutzung des Waldes für die Holzgewinnung.

## Grundlage und Grenzen der Gerechtsame
Die Holzgerechtsame wurde von der Rechtslehre und der Gerichtsbarkeit überwiegend als Dienstbarkeit verstanden, zum Teil wurde auch eine Reallast damit verbunden gesehen.

### Rechtsausübung
Die Holzgerechtsame konnte verschiedene Rechte zur Ausübung umfassen, so zum Beispiel:
- Bau- und Werksholzgerechtsame oder Nutzholz-Gerechtsame,
- Brennholz-Gerechtsame,
- Stock-Holz-Gerechtsame,
- Lager-Gerechtsame,
- (Auf-)Lese-Gerechtsame, Raff-Gerechtsame oder Abfall-Gerechtsame,
- Windfall-Gerechtsame,
- Holzbesen-Reiser-Gerechtsame,

und andere mehr. Die Holzgerechtsame kann sich auch teilweise auf bestimmte Holzarten (zum Beispiel nur Weichholz) beziehen oder sich nur auf bestimmte Teile des Baumes (zum Beispiel nur die Äste), eine bestimmte Qualität des Holzes (Beispiel: aufgrund des Alters des Baumes) oder eine bestimmte Menge im Jahr (Quantitätskriterium).

### Verpflichteter
Dem Verpflichteten aus der Holzgerechtsame (in der Regel dem Waldeigentümer) war es grundsätzlich untersagt, etwas zu unternehmen oder zu unterlassen, wodurch die Holzgerechtsame nachhaltig beeinträchtigt würde. Er war in der Regel jedoch auch nicht zu einem aktiven Tun verpflichtet (zum Beispiel Bäume nachzupflanzen).

### Berechtigter
Dem Berechtigten war es grundsätzlich untersagt, den Bewuchs aktiv zu verändern und dadurch die Gerechtsame willkürlich zu Lasten des Verpflichteten auszudehnen. Der Berechtigte konnte eine Einzelperson sein oder auch eine oder mehrere Gemeinden.

### Beispiel: Bau- und Werksholzgerechtsame
Die Bau- und Werksholzgerechtsame verbietet dem Waldeigentümer:
- selbst zu viel Holz aus dem Wald zu nehmen, so dass der Nachwuchs nicht gewährleistet ist,
- nur schnellwüchsiges Holz nachzupflanzen, so dass die nachhaltige Bewirtschaftung nicht gewährleistet ist und
- unbillige Rodungen (Wüstungen) vorzunehmen.

### Kritik am Rechtsinstitut der Holzgerechtsame
Dadurch, dass die Holzgerechtsame aus alter Zeit hergekommen ist und vielfach keine schriftlichen Aufzeichnungen über die Art und den Umfang des Rechtes existierten, kam es immer wieder zu Missverständnissen und auch Gerichtsverfahren:
Karl Friedrich Schenck hat darauf hingewiesen, dass auch durch die Belastung und den Neid (das widrige Gefühl, für andere cultivieren, (…) mit Ihnen die Früchte des Fleißes theilen zu müssen …) der Verpflichtete oftmals an einer ordentlichen Bewirtschaftung des Waldes kein Interesse hatte. Auch sei jede Partei bestrebt gewesen, möglichst rasch ihren Anteil zu sichern, so dass auch eine nachhaltige Bewirtschaftung nicht gegeben war. Bei den unbestimmten Holzgerechtsamen sei zudem eine Tendenz zur Verschwendung des Holzes bei den Berechtigten zu beobachten gewesen.
Dadurch sei schlussendlich zu beider Lasten eine ordentliche Bewirtschaftung des Waldes immer weiter zurückgegangen. Selbst die Forstbehörden hätten oft resigniert und es in vielen Fällen bereits als positiv gesehen, wenn die Nutzung des Waldes nicht noch weiter verschlechtert wurde.
Aus dieser Erfahrung wird von Karl Friedrich Schenck der Schluss gezogen, dass einzig eine endgültige Ablösung der Holzgerechtsame eine Verbesserung der Waldnutzung in Deutschland ermögliche.

### Andere Gerechtsamen
Mit der Holzgerechtsame verwandt aber nicht identisch sind zum Beispiel
- die Nutzung der Früchte und Samen der Bäume,
- die Nutzung von Laub und Nadeln der Bäume durch Abstreifen und/oder Einsammeln (meist als Futter oder Einstreu für die Nutztiere),
- die Rinde der Bäume nach dem Fällen abzuschälen,
- den Baumsaft einzusammeln oder Baumharz zu gewinnen,
- Schwämme von der Baumrinde abzusammeln,
- die Bienen im Wald schwärmen zu lassen und den Honig einzusammeln. Siehe auch Zeidelrecht.